# Los Piratas
Los Piratas sono stati un gruppo spagnolo originario di Vigo, 
in Galizia. Si sono sciolti nel 2003 dopo essere divenuti una tra le rock band più popolari in
tutta la Spagna, favoriti anche dal fatto di cantare in castigliano.

## Formazione
- Iván Ferreiro - voce
- Paco Serén - chitarra e tastiere
- Alfonso Román - chitarra
- Pablo Álvarez - basso
- Hal 9000 - percussioni

## Discografia
- 1992 - Los Piratas
- 1993 - Quiero hacerte gritar
- 1995 - Poligamia
- 1997 - Manual para los fieles
- 1999 - Fin (de la 1ª parte)
- 2001 - Ultrasónica
- 2001 - Ultrasónica + Sesiones perdidas
- 2002 - Manual para los fieles (Collectors Edition)
- 2003 - Inerte
- 2003 - Relax
- 2003 - Respuestas
- 2003 - Dinero
- 2004 - Fin (de la 2ª parte)
- 2008 - Disco Duro